# Lijst van rijksmonumenten in Utrecht (provincie)

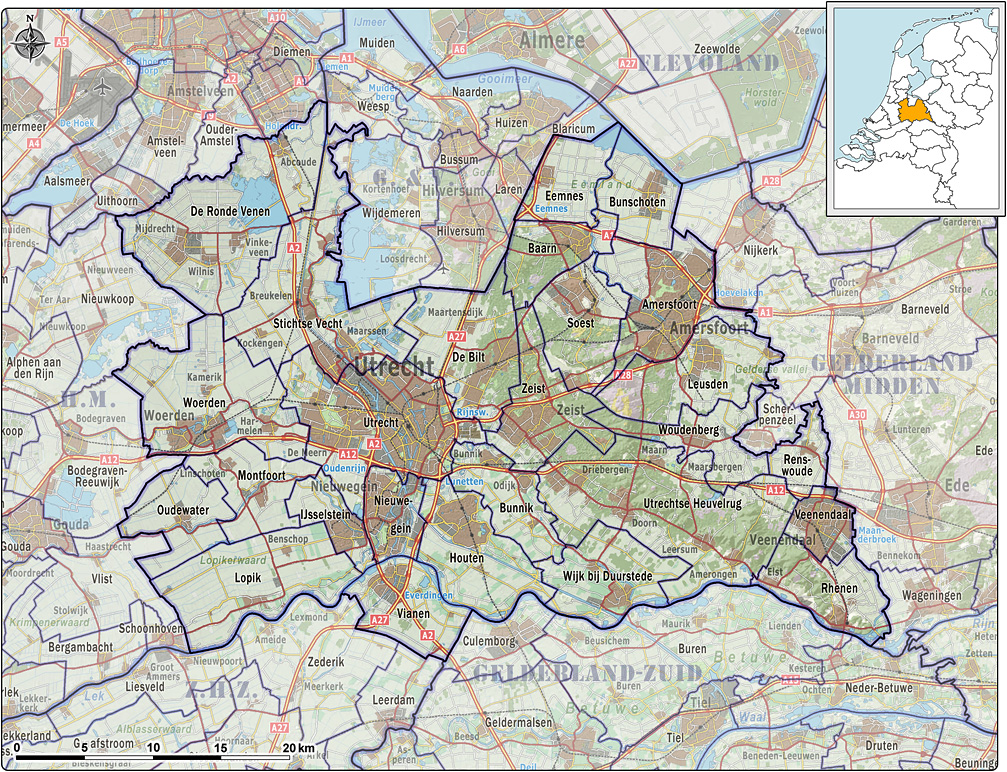
Utrecht

In de volgende gemeenten in Utrecht bevinden zich rijksmonumenten:
- Lijst van rijksmonumenten in Amersfoort
- Lijst van rijksmonumenten in Baarn
- Lijst van rijksmonumenten in Bunnik
- Lijst van rijksmonumenten in Bunschoten
- Lijst van rijksmonumenten in De Bilt
- Lijst van rijksmonumenten in De Ronde Venen
- Lijst van rijksmonumenten in Eemnes
- Lijst van rijksmonumenten in Houten
- Lijst van rijksmonumenten in IJsselstein
- Lijst van rijksmonumenten in Leusden
- Lijst van rijksmonumenten in Lopik
- Lijst van rijksmonumenten in Montfoort
- Lijst van rijksmonumenten in Nieuwegein
- Lijst van rijksmonumenten in Oudewater
- Lijst van rijksmonumenten in Renswoude
- Lijst van rijksmonumenten in Rhenen
- Lijst van rijksmonumenten in Soest
- Lijst van rijksmonumenten in Stichtse Vecht
- Lijst van rijksmonumenten in Utrecht
- Lijst van rijksmonumenten in Utrechtse Heuvelrug
- Lijst van rijksmonumenten in Veenendaal
- Lijst van rijksmonumenten in Vijfheerenlanden
- Lijst van rijksmonumenten in Wijk bij Duurstede
- Lijst van rijksmonumenten in Woerden
- Lijst van rijksmonumenten in Woudenberg
- Lijst van rijksmonumenten in Zeist